# Rodrigo Góes
Rodrigo Góes (Brasília, 1987) é um fisiculturista, nutricionista e influenciador digital brasileiro. Ficou conhecido por analisar o físico de celebridades nas redes sociais, utilizando seu bordão "fake natty". Tem mais de 11 milhões de curtidas e 850 mil seguidores no TikTok.

## Vida pessoal
Natural de Brasília, Rodrigo Góes morou nos Estados Unidos entre 2004 e 2005, para cursar o ensino médio. Depois de formado, ficou em Nova Orleans por quase um ano e chegou a trabalhar como segurança de um supermercado. Sua ideia inicial era servir na Marinha dos Estados Unidos, mas se acidentou enquanto lutava Wrestling (luta livre) e precisou mudar os planos.
Rodrigo tem uma filha e atende a pacientes em uma clínica que tem em sociedade com Bárbara Maltez, sua esposa, formada em nutrição assim como ele.

## Carreira na Internet
Rodrigo Góes começou sua carreira na Internet em novembro de 2022, quando um paciente disse que gostava de suas explicações e poderiam ser publicadas no TikTok. Seu primeiro vídeo foi sobre o influenciador estadunidense Liver King e sua dieta à base de carne crua.
Além do TikTok, Rodrigo também faz vídeos para o YouTube. Seu foco com os canais é divulgar os males dos anabolizantes e, para isso, analisa celebridades para confirmar se o físico foi conquistado de forma natural ou se teve ajuda do que ele chama de "suco" (anabolizantes, esteroides ou outras substâncias perigosas). Nesse último caso, a pessoa seria considerada "fake natty" (falso natural). Os vídeos de Rodrigo contam com frases que misturam português com inglês, narração que remete a um documentário e um martelo usado para dar o "veredito final". De acordo com ele, "Sempre gostei de misturar o inglês com português no meu dia a dia. Eu também amo muito jornalismo e, para criar meu personagem, me baseei no William Bonner com uma mistura de documentário da Discovery Channel."
Ficou especialmente conhecido a partir de maio de 2023, quando analisou o padre Marcelo Rossi. Ele também avaliou outras celebridades como Júlio Cocielo, Virginia Fonseca, Léo Stronda, Gusttavo Lima e Marcos Mion. O termo "fake natty" chegou a ser um dos termos mais comentados do Twitter e se tornou um meme. Em junho, fez um vídeo analisando Paulo Muzy e deu o veredito de "fake natty". Posteriormente, Muzy rebateu as críticas em entrevista a um podcast.
Em 2025, fez uma participação especial no último capítulo da telenovela Volta por Cima, da TV Globo.